# Размах крыльев
Эта статья о габаритном размере. О художественном фильме см. Размах крыльев (фильм)
Эта статья об использовании термина в орнитологии. Об авиационном значении термина см. Размах крыла
Размах крыльев означает расстояние от вершины левого крыла до вершины правого у крылатых животных. Размах крыльев измеряется между вершинами расправленных крыльев у птиц, рукокрылых или насекомых.

## Рекорды размаха крыльев

### Самый большой размах крыльев
- Птица: Розовый пеликан — 3,8 метра[источник не указан 833 дня]
- Рукокрылые: Крыланы — 2 метра[1]
- Птица: Странствующий альбатрос — 3,63 метра
- Птица (вымершая): Pelagornis sandersi  — 7,0—7,8 метра
- Рептилия (вымершая): Hatzegopteryx (род птерозавров) — от 10 до 18 метров[2]
- Насекомое: Совка агриппина — 0,28 метра[3]
- Насекомое (вымершее): Meganeuropsis permiana — до 0,71 м[4].

### Самый маленький размах крыльев
- Рукокрылые: Свиноносая летучая мышь — 16 см.[1]
- Птица: Колибри-пчёлка — 6,5 см.
- Насекомое: Танзанийская паразитическая оса — 0,2 мм.